# Sodar

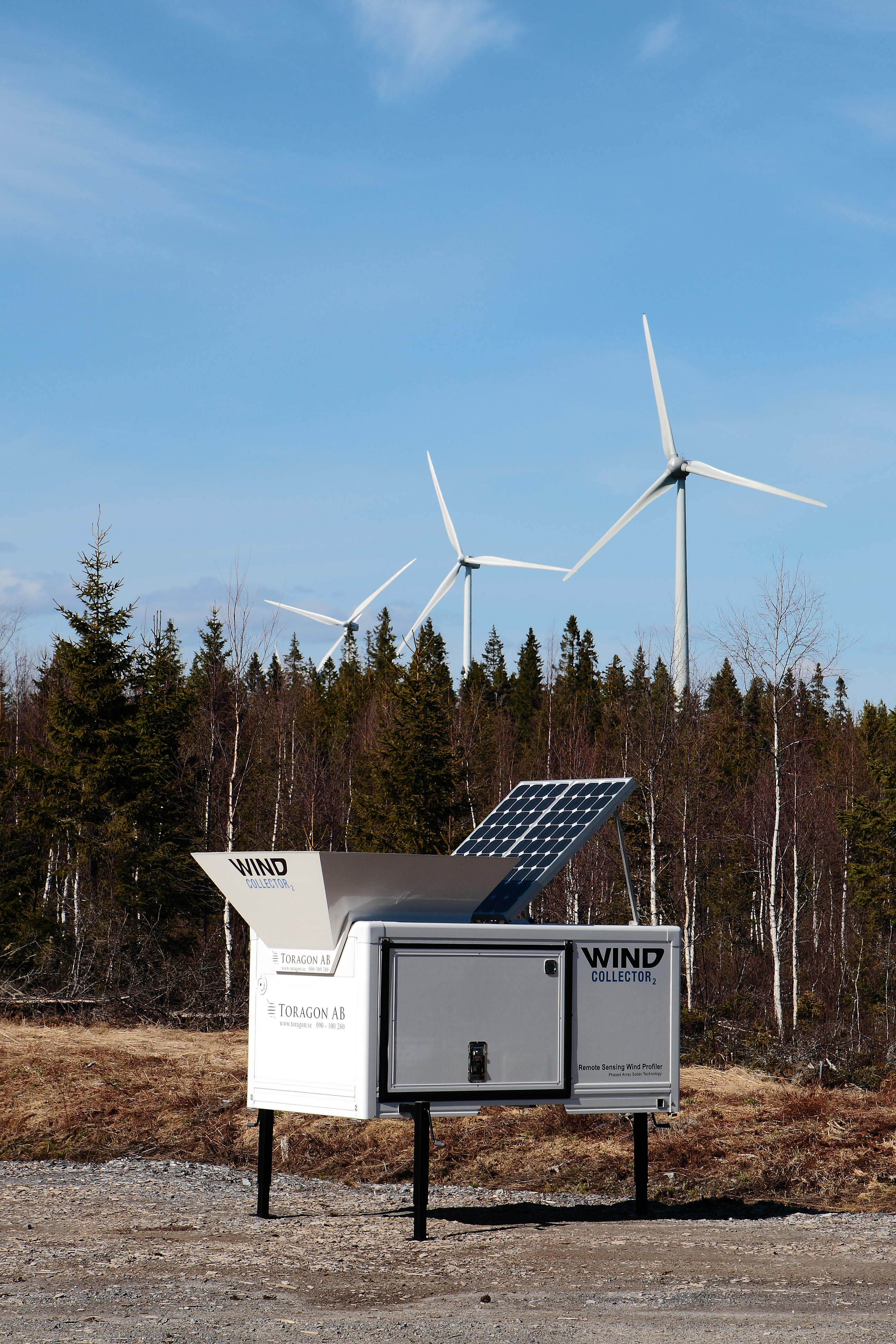
Medição do vento com um SODAR

SODAR, sigla em inglês para Sound Detection And Ranging, é um instrumento meteorológico capaz de medir a velocidade de vento em diversas camadas acima do solo. É utilizado com o objetivo de avaliar o potencial eólico que uma região possui visando, por exemplo a construção de um parque de aerogeradores.
O sistema SODAR funciona com ecolocalização, da mesma forma que um radar, porém usa ondas sonoras ao invés de ondas de rádio. Outros nomes usados para SODAR são: sounder, echosounder e radar acústico.